# 布魯斯特島
64°43′S 62°34′W / 64.717°S 62.567°W
布魯斯特島（Brewster Island），是南極洲的島嶼，位於葛拉漢地西岸的丹科海岸，處於丹科島東北面的埃雷拉海峽，在1950年被繪入阿根廷地圖，現時由南極條約體系管理。